# L'amore non cambia
L'amore non cambia è un singolo di Annalisa Minetti pubblicato il 6 luglio 2015.
Il brano, una taranta pop, è stato scritto dalla stessa Annalisa con Stefano Tedeschi, Consuelo Cremato, Sergio Viola e Alessandro Turco. L'arrangiamento è di Stefano Tedeschi e Massimo Saccutelli.

## Tracce
1. L'amore non cambia – 3:58 (testo: Annalisa Minetti, Consuelo Cremato – musica: Stafano Tedeschi, Alessandro Tueco, Sergio Viola)